# Kroussia
Die Kroussia Ori (griechisch Κρούσσια όρη (n. pl.), bulgarisch Круша) sind ein Mittelgebirge in Zentralmakedonien. Sie werden von den beiden Gebirgszügen Dysoro (Δύσωρο) und dem Mavrovouni Kroussion (Μαυροβούνι Κρουσσίων) gebildet.
Das Mittelgebirge erstreckt sich von Nordwesten nach Südosten und bildet die natürliche Grenze zwischen den Regionalbezirken (und ehemaligen Präfekturen) Kilkis und Serres. Nordöstlich erstreckt sich der Dojransee und südöstlich schließt sich an den Mavrovouni durch den Übergang des Lachanas der Bertiskos an. Im Norden schließt das Mittelgebirge an das Kerkini-Gebirge mit dem Engpass des Stena Doberou (Dov tepe, Στενά της Δοβήρου · Ντοβ τεπέ) an. Der höchste Gipfel des Gebirges ist der Mavrovouni mit 1179 m Höhe.
Das Gebirge entwässert in zwei größere Flüsse: den Gallikos, der Gold führt, und den Strymonas (Στρυμόνας). Es ist zu großen Teilen von Eichen- und Buschwäldern bedeckt. Mit dem Strymonas bildete es im Altertum die Ostgrenze Makedoniens. Daher kam es in diesem Gebiet immer wieder zu kriegerischen Auseinandersetzungen. Berühmt war das Gebirge auch für seine Löwen, die dem Persischen Heer unter Xerxes I. bei der Durchquerung der Lachana-Landenge schwer zusetzten.

## Sehenswürdigkeiten
In der Nähe des Dorfes Pontokerasia befindet sich der Botanische Garten des Balkan (Βαλκανικός Βοτανικός Κήπος, 41°5'13"N 23°6'42"E) der Greek National Agricultural Research Foundation (ΕΘΙΑΓΕ). Weite Teile des Gebirges gehören auch zum Kerkini National Park.